# هنريكي غوميز
هنريكي غوميز هو لاعب كرة قدم برتغالي في مركز ظهير ‏، ولد في 30 نوفمبر 1995 في بارسيلوس في البرتغال. لعب مع نادي جل فيسنتي.

## وصلات خارجية
- هنريكي غوميز على موقع قاعدة بيانات كرة القدم.إي يو (الإنجليزية)
- هنريكي غوميز على موقع Soccerway.com (الإنجليزية)